# Innocenzo Chatrian
Innocenzo Chatrian (ur. 21 marca 1927 w Torgnon, zm. 28 maja 2019 w Moenie) – włoski biegacz narciarski.
Startował na igrzyskach w 1956. Wziął udział w dwóch konkurencjach:
- Sztafeta 4 × 10 km (5. miejsce)[2][3][4][5][6]
- Bieg na 15 km (25. miejsce)[3][4][7][8]

Ponadto wystąpił w biegu na 30 km podczas mistrzostw świata w 1958, gdzie zajął 39. miejsce.
Pod koniec kariery, w 1960, wziął ślub.